# Serena Li Puma
Serena Li Puma (* 6. Oktober 2003 in Herisau) ist eine Schweizer Fussballspielerin. Sie spielt beim FC Luzern und ist Schweizer Nationalspielerin.

## Leben
Serena Li Puma war Sportschülerin an der Wirtschaftsmittelschule der Kantonsschule Trogen, wo sie im Sommer 2023 einen Berufsmaturitätsabschluss erwarb. Den praktischen Teil ihrer Ausbildung absolvierte sie beim Bildungsdepartement des Kantons Appenzell Ausserrhoden.

## Karriere

### Verein
Li Puma begann ihre Karriere beim Nachwuchs des FC Herisau. 2016 wurde sie in die Regionalauswahl des Ostschweizer Fussballverbandes aufgenommen. 2017 wechselte sie in das U17-Team des FC St. Gallen. 2018 belegte sie mit ihrer Mannschaft beim FC St. Gallen den 2. Rang bei den Schweizer Meisterschaften der U17 Frauen. 2019 stiess sie zur ersten Frauenmannschaft des FC St. Gallen, mit der sie im gleichen Jahr in die Nationalliga A aufstieg. In der Saison 2022/23 erreichte sie mit dem FC St. Gallen den Cupfinal, der jedoch gegen Servette FC Chênois Féminin verlorenging. Auf die Saison 2023/24 hin wechselte sie zum FC Luzern Frauen.

### Nationalteam
Li Puma wurde 2018 in die Schweizer U-16-Nationalmannschaft der Frauen und 2019 in die U-17-Nationalmannschaft der Frauen aufgenommen. Sie erreichte mit der U-17-Nationalmannschaft den 1. Platz der Qualifikationsrunde für die U-17-Fussball-Europameisterschaft der Frauen 2019. 2020 wurde sie in die U-19-Nationallmannschaft berufen, mit der sie 2021 an der EM-Qualifikation teilnahm. 2022 wurde sie erstmals für die A-Nationalmannschaft aufgeboten. Erstmals eingesetzt wurde sie am 20. Februar beim inoffiziellen Testspiel gegen Nordirland. Ihr erstes und bislang einziges offizielles Länderspiel bestritt sie am 23. Februar beim Testspiel gegen Österreich.
Li Puma ist Teil des U-23-Nationalmannschaft der Frauen, absolvierte jedoch noch kein Spiel.